# Пронина (Верх-Иньвенское сельское поселение)
Пронина — деревня в Кудымкарском районе Пермского края. Входила в состав Верх-Иньвенского сельского поселения. Располагается на правом берегу реки Прониншор юго-западнее от города Кудымкара. Расстояние до районного центра составляет 15 км. По данным Всероссийской переписи населения 2010 года, в деревне проживало 12 человек (8 мужчин и 4 женщины).

## История
По данным на 1 июля 1963 года, в деревне проживало 118 человек. Населённый пункт входил в состав Верх-Иньвенского сельсовета.